# Stellarator

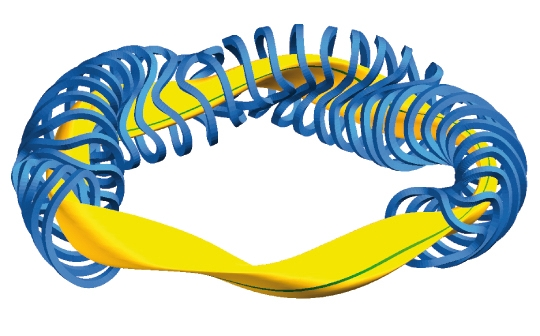
Ejemplo de diseño de stellarator: Wendelstein 7-X. Un conjunto de bobinas (azul) rodea al plasma (amarillo), donde se resalta una línea de campo magnético (verde).

Un stellarator es un dispositivo utilizado para confinar plasmas calientes mediante campos magnéticos con el objetivo de mantener reacciones de fusión nuclear de forma controlada. Es uno de los primeros dispositivos de confinamiento magnético diseñados, y fue inventado por Lyman Spitzer en 1950 y construido un año después en lo que más tarde sería el Laboratorio de Princeton de Física de Plasma. Su nombre hace referencia a las estrellas ("stella") y al uso del mismo principio físico que las sustenta para generar energía ("generator").
Los stellarators fueron el diseño dominante en los años 50 y 60, pero el hecho de que los tokamak obtuvieran muchos mejores resultados hizo que perdieran relevancia. Más recientemente, en los años 90, los problemas asociados al concepto tokamak renovaron el interés por los stellarators, lo que hizo que se construyeran nuevos dispositivos. Los más relevantes todavía en operación son Wendelstein 7-X en Alemania, HSX (Helically Symmetric Experiment) en EE.UU., LHD (Large Helical Device) en Japón , TJ-II en España y recientemente el SCR-1 (Stellarator de Costa Rica 1) en Costa Rica.

## Descripción

### Fundamentos[1][2][3]
La investigación en fusión siguió inicialmente dos líneas principales; dispositivos basados en la compresión momentánea del combustible de fusión a altas densidades, como el dispositivo llamado "pinch" (estudiado principalmente en el Reino Unido) y dispositivos que empleaban densidades más bajas de combustible pero lo mantenían confinado durante más tiempo, como el espejo magnético y el stellarator. En los últimos, el principal problema era confinar el plasma durante tiempo suficiente sin que la pérdida de partículas redujera la energía contenida en el dispositivo.
Dado que el plasma está cargado eléctricamente, y por tanto sus partículas están sujetas a la fuerza de Lorentz, es posible confinarlo mediante un campo magnético convenientemente diseñado. El diseño más sencillo es el de un solenoide, consistente en una espiral de cable rodeando un cilindro hueco. Una corriente eléctrica a lo largo del cable crea un campo magnético en la dirección del eje del cilindro. Las partículas de un plasma dentro de dicho cilindro se moverán helicoidalmente en torno al eje del cilindro, sin tocar las paredes del mismo. No obstante, la componente del movimiento de las partículas en la dirección del eje hace que, tarde o temprano, puedan escapar por los extremos del solenoide.
Una forma de evitar que el plasma escape del cilindro por los extremos es doblarlo y convertirlo en un anillo (matemáticamente, un toroide). No obstante, esto hace que el campo magnético deje de ser uniforme (es más débil en la parte exterior del anillo que en la interior)  lo que hace que las partículas vayan derivando, alejándose en promedio del centro del volumen de confinamiento, y acaben alcanzando la pared.

### Primer stellarator

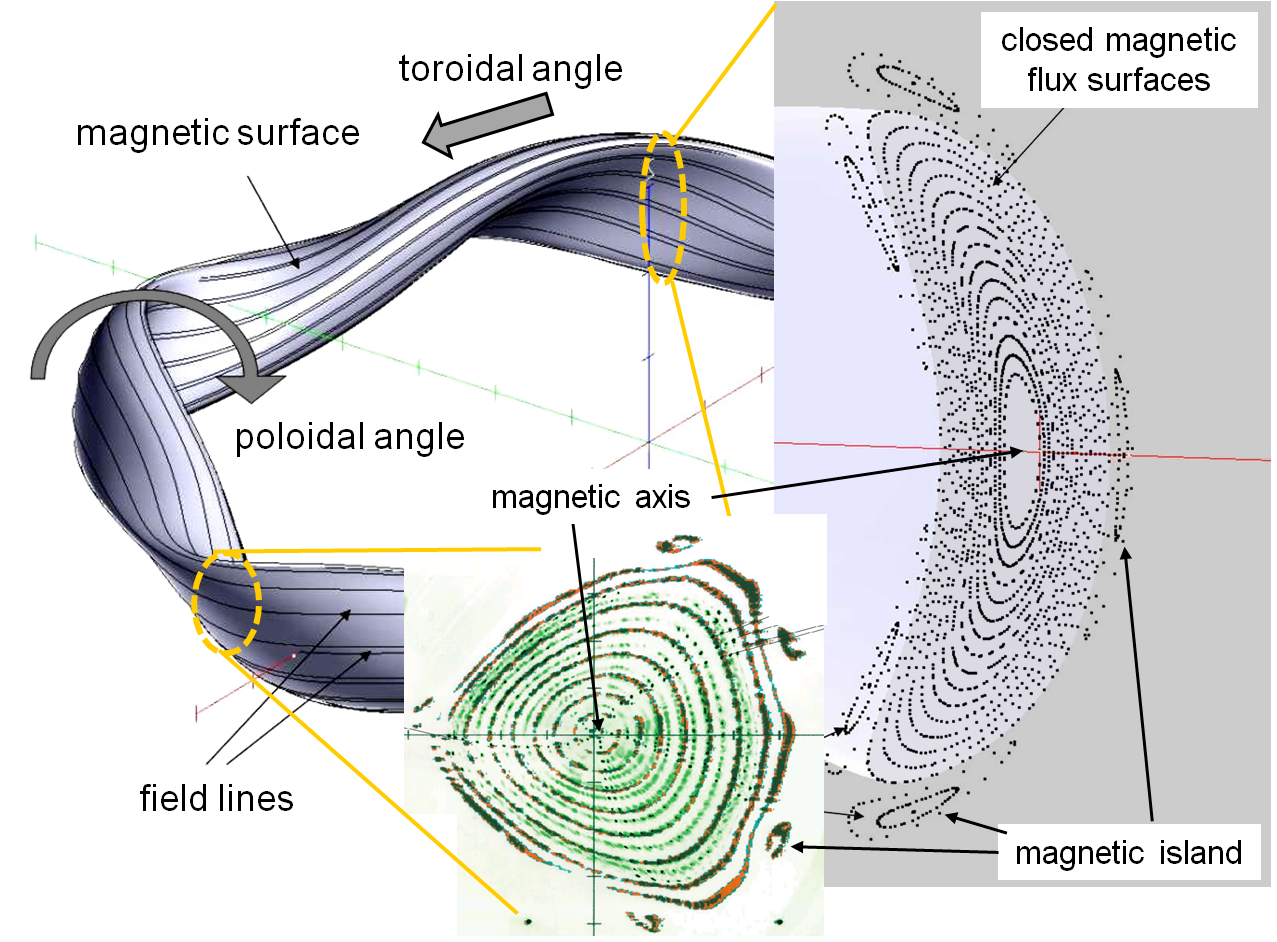
Campo magnético de un stellarator

La innovación de Spitzer consistió en una alteración de esta geometría, estirando el toroide y retorciéndolo hasta darle forma de 8. De este modo, se consigue que la deriva asociada a la no uniformidad del campo magnético vaya en ocasiones dirigida hacia el centro y en ocasiones hacia las paredes. De este modo, se aumenta el tiempo de confinamiento en órdenes de magnitud.

### Nuevos diseños
En general, la idea del diseño stellarators consiste en generar un campo magnético no uniforme ni simétrico en que las derivas de las partículas en determinadas regiones se compensen con las de otras regiones. Un stellarator en que las derivas se cancelan exactamente se llama "omnígeno", y conseguir que el stellarator esté lo más cerca posible de esta situación es un objetivo primario al diseñarlo. Para ello se utilizan diferentes conjuntos de bobinas de distintas formas.

## Comparación con los tokamaks

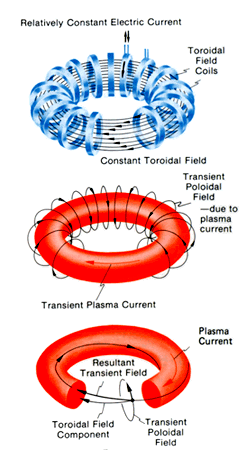
Campo magnético y corriente de un tokamak

Esta última es la principal diferencia con el tokamak. Aunque este tiene la misma topología, el confinamiento se consigue mediante un conjunto de bobinas planas que crean un campo magnético llamado "toroidal" y una corriente eléctrica dentro del plasma que añade un campo magnético "poloidal". Este diseño consigue una cancelación perfecta de las derivas y por tanto un mejor confinamiento del plasma.
En stellarators, la naturaleza tridimensional del campo magnético, plasma y contenedor hacen más difícil su diseño (hay muchos más grados de libertad lo cual, por otra parte, deja margen de optimización), su construcción (las bobinas no son en general planas) y su descripción teórica y experimental. Por otra parte, su operación es más sencilla: uno de los problemas intrínsecos de los tokamaks es la necesidad de una corriente eléctrica alterna dentro del plasma, lo cual es una fuente potencial de inestabilidades.

## Configuraciones
Existen diferentes configuraciones de stellators, atendiendo a diferentes clasificaciones:
- Estelarizador espacial: El diseño original de la figura-8 que utilizó la geometría para producir la transformación rotatoria de los campos magnéticos.
- Estelarizador clásico: Un diseño toroidal o en forma de pista con bobinas helicoidales separadas en cada extremo para producir la rotación.

- Torsatrón / Heliotrón: la forma de las líneas de campo magnético se consigue mediante una bobina helicoidal que rodea al plasma.
- Heliac: un stellarator con eje helicoidal. Un stellarator helicoidal del eje, en el cual el eje magnético (y el plasma) sigue una trayectoria helicoidal para formar una hélice toroidal más bien que una forma de anillo simple. El plasma torcido induce torsión en las líneas de campo magnético para efectuar la cancelación de deriva, y típicamente puede proporcionar más torsión que el Torsatron o Heliotron, especialmente cerca del centro del plasma (eje magnético). El heliac original consiste solamente de bobinas circulares, y el heliac flexible[4] (H-1NF, TJ-II, TU-Heliac) agrega una bobina helicoidal pequeña para permitir que el giro sea variado por un factor de hasta 2.
- Helias: stellarator avanzado con bobinas modulares. Un stellarator helicoidal avanzado, usando un sistema optimizado de la bobina modular diseñado para alcanzar simultáneamente alto plasma, corrientes de Pfirsch-Schluter bajas y buen confinamiento de partículas enérgicas; Es decir, partículas alfa para escenarios de reactores.[5]  El Helias se ha propuesto para ser el concepto más prometedor del stellarator para una central eléctrica, con un diseño de ingeniería modular y plasma optimizado, MHD y propiedades del campo magnético. El dispositivo Wendelstein 7-X se basa en un período de cinco campos configuración helias.

## Stellarator en el mundo
Existen diferentes lugares alrededor del mundo que compraron o comprarán, construyen Stellarators, por ejemplo: USA, Dubái, Costa Rica, Reino Unido, España y Alemania.
El 29 de junio de 2016, Costa Rica se volvió el primer país de Latinoamérica en realizar con éxito una descarga de plasma, utilizando para ello un stellarator diseñado por el Laboratorio de Plasmas para Energía de Fusión y Aplicaciones del Instituto Tecnológico de Costa Rica, como parte de una investigación de esta universidad con el objetivo de crear un reactor de fusión que permita convertir el plasma en una fuente alternativa de energía.

## Resultados recientes

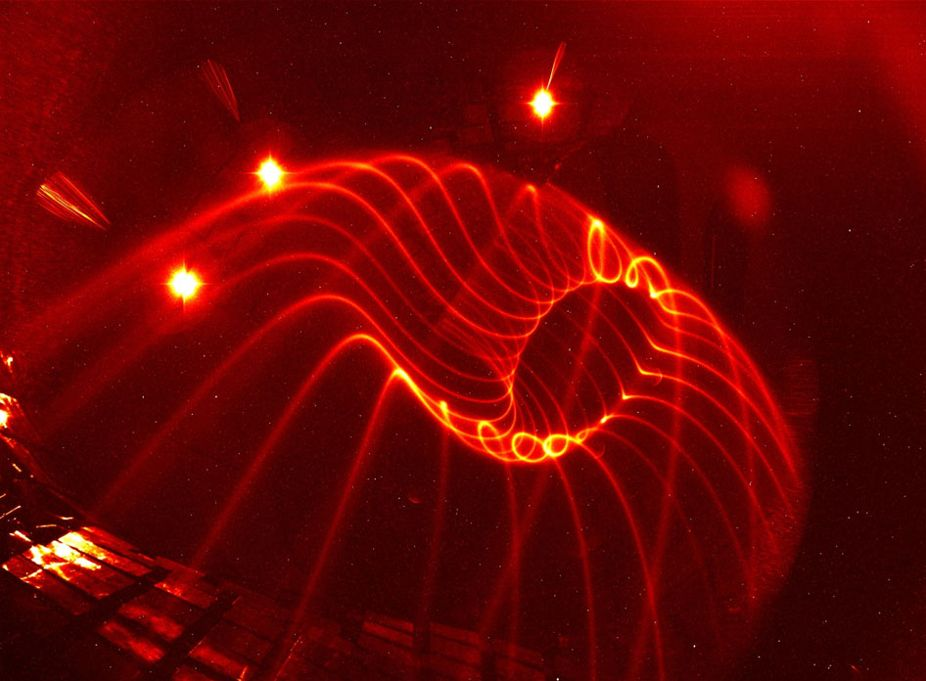
Visualización de líneas de campo magnético en Wendelstein 7-X

### Optimización para reducir pérdidas de transporte
El objetivo de los dispositivos de confinamiento magnético es minimizar el transporte de energía a través de un campo magnético. Los dispositivos toroidales tienen cierto éxito porque las propiedades magnéticas vistas por las partículas se promedian a medida que viajan alrededor del toro. Sin embargo, la fuerza del campo vista por una partícula varía, por lo que algunas partículas quedarán atrapadas por el efecto de espejo. Estas partículas no podrán promediar las propiedades magnéticas de manera efectiva, lo que resultará en un aumento del transporte de energía. En la mayoría de los stellarators, estos cambios en la fuerza del campo son mayores que en los tokamaks, lo que es una de las principales razones por las cuales el transporte en los stellarators tiende a ser mayor que en los tokamaks.
En 2007, el profesor de ingeniería eléctrica de la Universidad de Wisconsin, David Anderson, y el asistente de investigación John Canik demostraron que el Experimento Helicoidalmente Simétrico (HSX) puede superar esta barrera importante en la investigación del plasma. El HSX es el primer stellarator en utilizar un campo magnético cuasisimétrico. El equipo diseñó y construyó el HSX con la predicción de que la cuasisimetría reduciría el transporte de energía. Como mostró la investigación más reciente del equipo, eso es exactamente lo que sucede. "Esta es la primera demostración de que la cuasisimetría funciona, y realmente se puede medir la reducción en el transporte que se obtiene", dice Canik.
El nuevo Wendelstein 7-X en Alemania fue diseñado para ser cercano a la omnigeneidad (una propiedad del campo magnético tal que la deriva radial media es cero), que es una condición necesaria pero no suficiente para la cuasisimetría; es decir, todos los campos magnéticos cuasisimétricos son omnigénicos, pero no todos los campos magnéticos omnigénicos son cuasisimétricos.

### Prueba de conceptos de diverter
En Wendelstein 7-X, el diverter de isla ha tenido éxito en estabilizar escenarios de plasma separado y reducir los flujos de calor en los objetivos del diverter. Esta topología tiene múltiples regiones de flujo contracorriente adyacentes que pueden reducir la velocidad de flujo paralela a las líneas de campo magnético, lo que conduce a una mitigación sustancial del flujo de calor. Se ha demostrado la descarga de energía radiante mediante la siembra de impurezas en configuraciones de diverter de isla, lo que resulta en una operación estable del plasma y una reducción de las cargas de calor del diverter.  Esto hace que el diverter de isla sea una solución prometedora para el control de la separación en escenarios de alto rendimiento y mejoras hacia un diverter de metal.  La estructura magnética de borde en estelaradores helicoidalmente simétricos y cuasi-omnígenos, como W7-X y HSX, tiene un impacto significativo en el combustible y el escape de partículas. Se ha demostrado que la cadena de islas magnéticas se puede utilizar para controlar el suministro de combustible de plasma desde la fuente de reciclaje y la inyección de gas.